# 水城エリカ
水城 エリカ（みずき えりか）は、日本の女性フリーのファッションモデル。

## 経歴
渋谷109店員からスカウトによりPopteen、Cawaii!読者モデルとして活動。
その後拠点を関西に移しモデル活動中。

## 出演

### モデル活動
- ランジェリーメーカー ロリアンミル
- ドレス BRAVERY ROSES

### 雑誌
- 関西ウォーカー
- BLENDA
- JELLY (雑誌)
- Happie nuts
- GLITTER
- 盛り髪BETTY
- Yukai＋ユカイプラス（シーズ情報出版、2011年2月号～ その他）

### テレビ番組
- 全力☆ガール（毎日放送、本音合コンコーナー出演）
- ウラマヨ!（関西テレビ、指さしコーナー出演）
- 土曜はダメよ!（読売テレビ、ダメットさん出演）